# Peter Snell
Peter Snell (Opunake, 17 de desembre de 1938 – Dallas, 12 de desembre de 2019) va ser un atleta neozelandès especialista en proves de mig fons i guanyador de tres medalles olímpiques d'or.

## Biografia
Va néixer el 17 de desembre de 1938 a la ciutat d'Opunake, població situada a l'illa del Nord (Nova Zelanda).

## Carrera esportiva
La seva primera gran aparició a nivell mundial la visqué als Jocs Olímpics d'Estiu de 1960 realitzats a Roma (Itàlia) on guanyà la medalla d'or en la prova de 800 metres llisos. Aquest èxit fou encara més gran quatre anys més tard, quan als Jocs Olímpics d'Estiu de 1964 realitzats a Tòquio (Japó) guanyà la medalla d'or tant en 800 metres com en els 1.500 metres. Entre ambdues fites, també guanyà dues medalles d'or als Jocs de la Commonwealth de Perth 1962. Aquest mateix any 1962, Snell va batre els rècords del món de la milla a Wanganui, i dels 800 m i 880 iardes a Christchurch.

### Millors marques
| Distància | Temps     | Seu          | Data |
| --------- | --------- | ------------ | ---- |
| 800 m     | 1:44.3 NR | Christchurch | 1962 |
| 1000 m    | 2:16.6 NR | Auckland     | 1964 |
| 1500 m    | 3:37.6    |              | 1964 |
| Milla     | 3:54.1    |              | 1964 |

NR: Rècord Nacional